# Т-46
Т-46 — советский опытный лёгкий колёсно-гусеничный танк 1930-х годов. Создавался как танк поддержки пехоты, при этом широко использовались узлы и агрегаты лёгкого танка Т-26. Было изготовлено несколько образцов, проходивших в 1937 году войсковые испытания, показавшие в целом положительные результаты. Однако из-за ряда недостатков конструкции и высокой стоимости производство танков было прекращено. Изготовленные танки ограниченно применялись в боевых действиях в период Зимней и Великой Отечественной войн.

## История создания и серийное производство
Был создан в рамках программы по повышению подвижности лёгкого танка сопровождения пехоты Т-26 путём перевода его на колёсно-гусеничный ход. Разработка танка была начата в 1933 году конструкторским бюро завода № 174. Руководили проектированием О. М. Иванов и М. В. Симонов.
Первый прототип танка был изготовлен в 1935 году. В том же году работы по Т-46 были переведены на Опытный завод спецмаштреста. После ряда доработок, 29 февраля 1936 года танк был принят на вооружение. Предполагалось, что Т-46 заменят в частях танки Т-26. Эталонный образец танка был сдан в марте 1937 года. В конце года было начато серийное производство, которое ограничилось только четырьмя машинами. Все они использовались исключительно для испытаний, которые выявили, что танк практически непригоден для эксплуатации. В апреле 1937 года все четыре серийных танка находились в ремонте.
15 августа 1937 года вышло постановление Комитета обороны при СНК СССР № 94сс «О типах танков для вооружения танковых войск РККА и о танках для производства в 1938 году». Согласно ему, Т-46 с вооружения снимался, а к работам по созданию нового танка, как конкурента, подключили КБ СТЗ.

## Боевое применение
Несколько изготовленных корпусов с башнями танков Т-46 применялись на Ленинградском фронте в ходе начального периода Великой Отечественной войны в качестве неподвижных огневых точек.

## Сохранившиеся экземпляры
Ни один танк Т-46 в целом виде не сохранился, однако по состоянию на 2022 год известно о существовании по крайней мере трех частично сохранившихся танков Т-46 из числа использовавшихся советскими войсками в качестве долговременных огневых точек в системе укреплений на Карельском перешейке.
- Центральный музей Великой Отечественной войны — танк Т-46 без ходовой части и элементов корпуса. Обнаружен в декабре 2001 года поисковым объединением «Высота» под руководством В. Н. Дудина на Карельском перешейке у посёлка Сосново Ленинградской области, после чего передан в дар Музею на Поклонной горе, отреставрирован 36 НИИИ Минобороны России (ходовая часть не восстанавливалась) и в декабре 2004 года включен в экспозицию.
- Бронетанковый музей в Кубинке — корпус  танка Т-46-1, башня от Т-26. 29 июня 2013 года передан музею в Кубинке[1] реставратором и коллекционером Дмитрием Бушмаковым. Ожидает реставрации.[2]
- Выставочный комплекс «Сестрорецкий рубеж» —  корпус Т-46-1.[3]

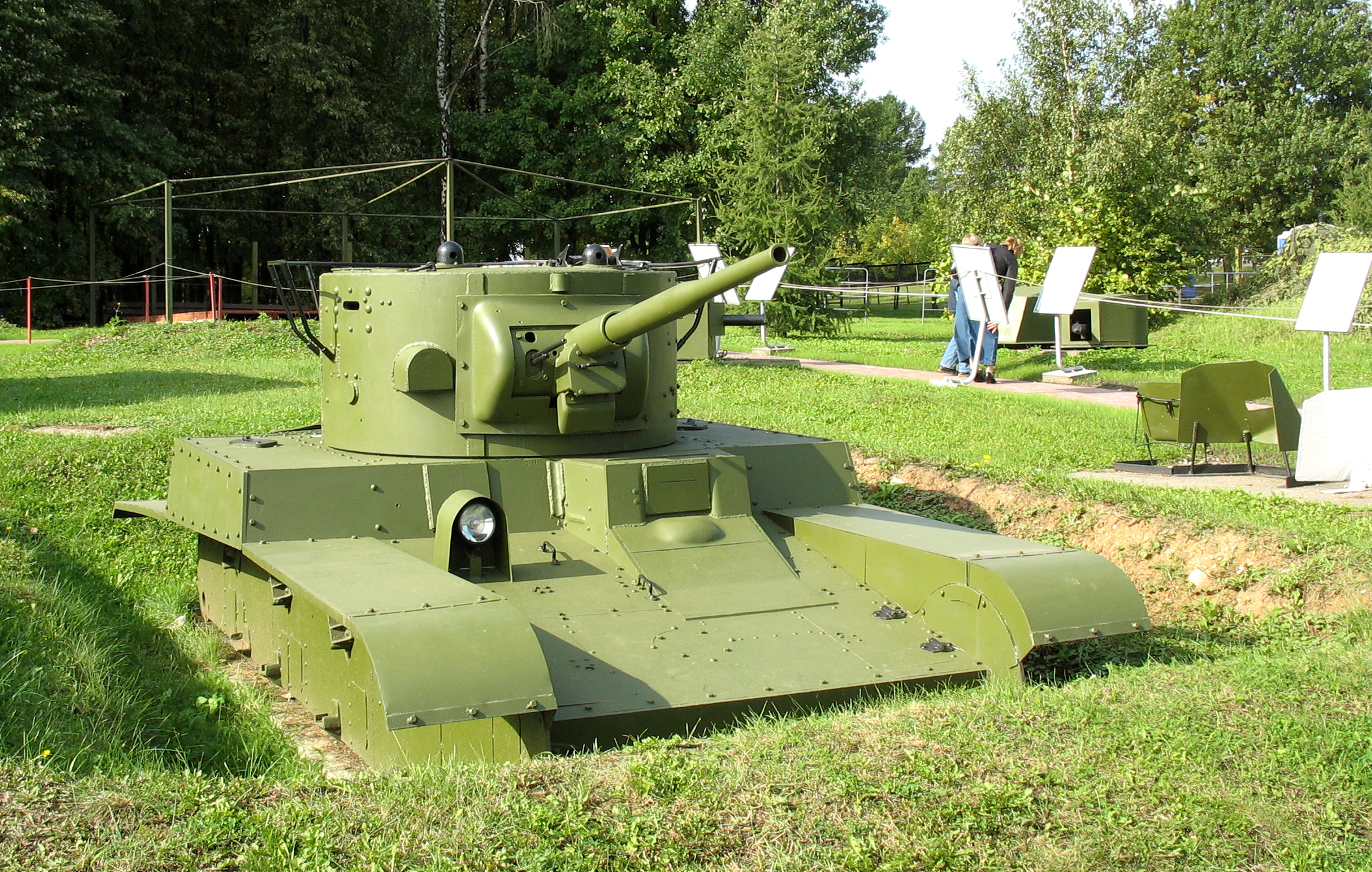
Танк Т-46 без ходовой части в ЦМ ВОВ.
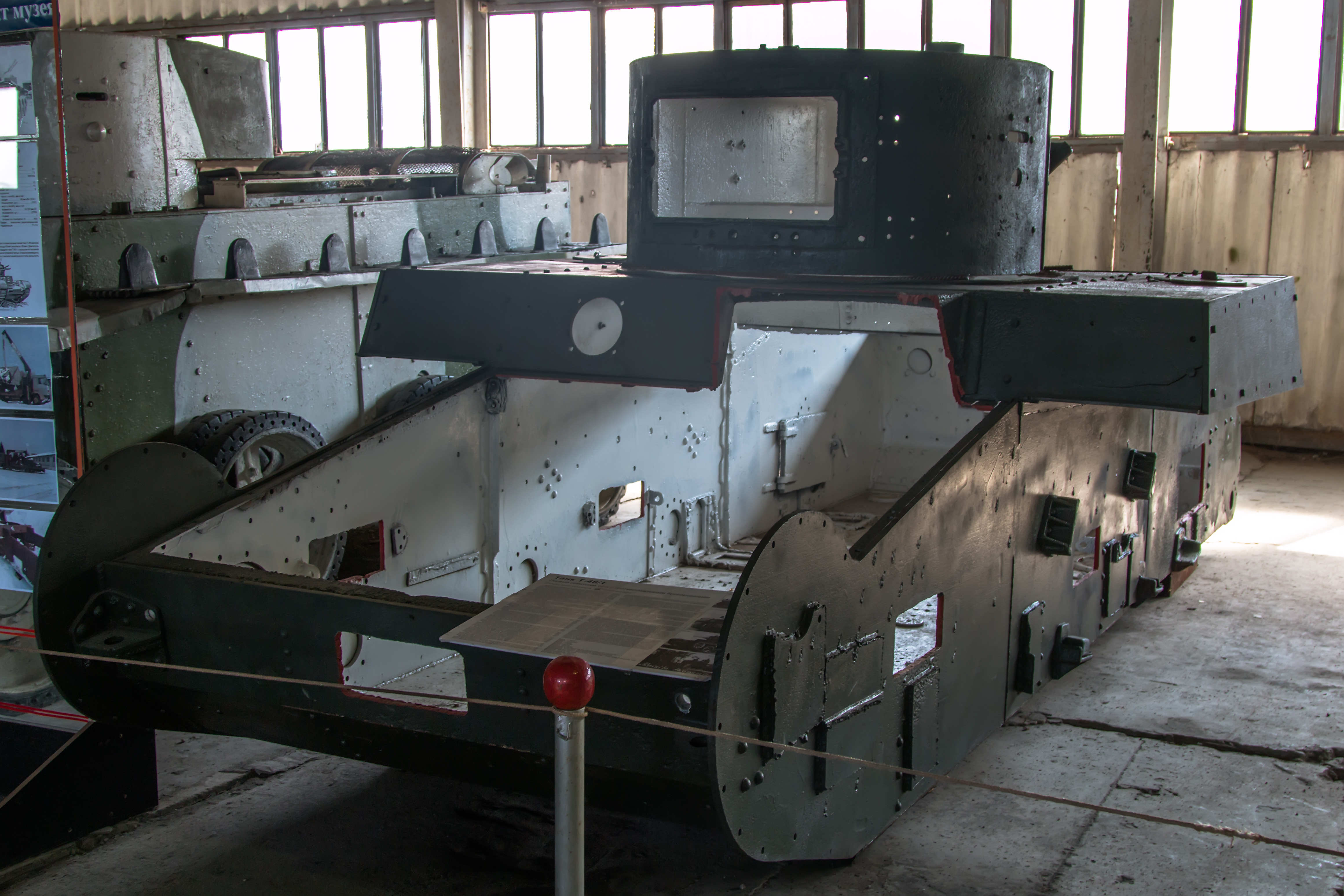
Танк T-46-1 в музее бронетехники в Кубинке.